# Stygiopontius rimivagus
Stygiopontius rimivagus is een eenoogkreeftjessoort uit de familie van de Dirivultidae. De wetenschappelijke naam van de soort is voor het eerst geldig gepubliceerd in 1997 door Humes.